# Wicken, Cambridgeshire
Wicken är en ort och civil parish i Storbritannien.   Den ligger i distriktet East Cambridgeshire, grevskapet Cambridgeshire och riksdelen England, i den sydöstra delen av landet, 90 km norr om huvudstaden London. Wicken ligger 11 meter över havet och antalet invånare är 839.
Terrängen runt Wicken är mycket platt.Runt Wicken är det ganska tätbefolkat, med 129 invånare per kvadratkilometer. Närmaste större samhälle är Cambridge, 17,5 km sydväst om Wicken. Trakten runt Wicken består till största delen av jordbruksmark.